# Arnold Vosloo
Arnold Vosloo (n. 16 iunie 1962, Pretoria, Africa de Sud) este un actor sud-african, cel mai cunoscut pentru rolul Imhotep din  Mumia (1999) și continuarea sa din 2001 Mumia revine, dar și pentru rolul Darkman din continuările Omul întunericului II: Întoarcerea lui Durant (1994) și Omul întunericului III (1996). Este cunoscut și pentru rolul său mai recent, cel al mercenarului sud-african  numit Colonel Coetzee (bazat vag pe Eeben Barlow) din filmul Diamantul sângeriu. Alte roluri notabile: teroristul din Orientul Mijlociu numit Habib Marwan din serialul TV 24 și Zartan din filmul G.I. Joe: Ascensiunea Cobrei și continuarea sa din 2013, G.I. Joe: Represalii .

## Filmografie
- Gor (1988)

## Legături externe
- Arnold Vosloo la Internet Movie Database
- Arnold Vosloo la Allmovie
- Arnold Vosloo Tribute Page with filmography, reviews, interviews, screencaps and more.
- Arnold Vosloo pe Charlie Rose
- Lucrări de sau despre Arnold Vosloo în biblioteci (catalog WorldCat)